# Toji no Miko
Toji no Miko (刀使ノ巫女; Katana Maidens ~ Toji no Miko nos Estados Unidos) é uma série de anime original produzida pela Genco, co-produzida pela Crunchyroll e animada pelo Studio Gokumi. Uma adaptação do mangá escrita por Sakae Saito começou a ser publicada na edição de dezembro de 2017 da Monthly Shōnen Ace publicada pela Kadokawa Shoten.
O anime é uma co-produção entre Genco e Studio Gokumi. Kodai Kakimoto é o diretor da série, enquanto Tatsuya Takahashi é responsável pelos roteiros e Yoshinori Shizuma é responsável pelo design original dos personagens.
Kaede Hondo, Saori Ōnishi, Azumi Waki, Hina Kino, Risae Matsuda e Eri Suzuki realizaram o primeiro tema de abertura "Save Me Save You" e o primeiro tema de encerramento "Kokoro no Memoria" (心のメモリア). Eles também realizaram o segundo tema de abertura "Shinkakei Colors" (進化系Colors) e o segundo tema de encerramento "Mirai Epilogue" (未来エピローグ). A série estreou em 5 de janeiro de 2018 e terá 24 episódios. O Crunchyroll está transmitindo a série, enquanto a Funimation começou a transmitir o simuldub em 21 de janeiro de 2018.
Um jogo para dispositivos móveis desenvolvido pela Square Enix foi anunciado e deve ser lançado em dispositivos iOS e Android em 2018. O elenco irá reprisar seus papéis e o jogo usará os designs de personagens de Yoshinori Shizuma.

## Enredo
A história é centrada em torno de um grupo de sacerdotisas conhecidas como "Toji", que frequentam a escola enquanto melhoram suas habilidades de extermínio e servem como uma unidade na força policial para exorcizar criaturas misteriosas e hostis conhecidas apenas como "Aradamas". O governo autoriza as Toji a usarem espadas e servirem como oficiais do governo, e o governo estabeleceu cinco escolas em todo o país para as meninas frequentarem. As meninas vivem vidas escolares comuns, enquanto ocasionalmente realizam suas tarefas, empunhando suas espadas e usando vários poderes para lutar e proteger as pessoas. Na primavera, as cinco escolas enviam suas melhores Toji para competir em um torneio. À medida que o torneio se aproxima, todos as representantes treinam rigorosamente para se fortalecer e melhorar suas habilidades.[carece de fontes?]